# Dagsbergs distrikt
Dagsbergs distrikt är ett distrikt i Norrköpings kommun och Östergötlands län. 
Distriktet ligger öster om Norrköping. 

## Tidigare administrativ tillhörighet
Distriktet inrättades 2016 och utgör socknen Dagsberg i Norrköpings kommun.
Området motsvarar den omfattning Dagsbergs församling hade vid årsskiftet 1999/2000.